# Norfolk, Nebraska
Norfolk är en stad (city) i Madison County i delstaten Nebraska i USA. Staden hade 24 955 invånare, på en yta av 30,99 km² (2020).